# Зайцев Володимир Іванович
Зайцев Владимир Иванович (рос. Зайцев Владимир Иванович;  нар. 28 вересня 1958, Свердловськ, РРФСР, СРСР) – радянський і російський актор театру, кіно і дубляжу, заслужений артист Росії (2014). Також він став дуже популярним у серіалі Молодіжка.

## Біографія
Народився 28 вересня 1958 року у Свердловську. Батько був шофер, піддавався розкуркулюванню, а також він був учасником Великої Вітчизняної війни. У 17 років Зайцев-старший пішов на фронт, приписавши собі у вік один рік. Мати була працівниця заводу.
Ще з часів навчання в школі мав упевнено виразну мову, внаслідок чого грав у лялькових виставах. Пізніше займався в драматичному гуртку, в 16 років вступив до театрального училища.
З 1978 року – актор Театру ім. Єрмолової. Однією з перших ролей у театрі Єрмолової стала роль Кая (в ермоловській версії Кея) у дитячому спектаклі режисера Фаїни Веригіної «Снігова королева». Нині провідний актор цього театру. Володимир Зайцев бере участь у виставі « Качине полювання » (Кушак) поточного репертуару театру.
В 1980 році Володимир закінчив ГІТІС (нині РАТІ), за спеціальністю актор драматичного театру і кіно, педагог – В. А. Андрієв.
Працював також у Московському академічному театрі імені Євгена Вахтангова, московському муніципальному театрі «Нова опера».
Зіграв понад 50 ролей у кіно та на телебаченні, у тому числі в телевізійному сатиричному журналі «Фітіль», сценаристом одного і режисером семи сюжетів якого є сам.
З 1994 року Володимир озвучує рекламні ролики (Samsung, Космос-ТБ та ін), іноді у них знімається. У дубляж потрапив у 1997 році з ініціативи режисера Ярослави Турильової.
У дубльованих фільмах голосом Володимира Зайцева озвучено персонажів, зіграних такими акторами, як Гіт Леджер, Джейсон Стейтем, Роберт Дауні-молодший. Читав текст у заставках міст і вступі в скетч-гумор-шоу «Наша Russia» на ТНТ.
У 2000-х роках також озвучував комп'ютерні ігри, згодом негативно відгукувався про цей досвід.
З 2009 року є офіційним голосом радіостанції «Піонер FM».
За свою акторську діяльність Володимир Зайцев знявся у 210 фільмах.

## Фільмографія
- 1979 - Ватага "Сім вітрів"
- 1981 - Проти течії
- 1981 - Вони були акторами
- 1982 - Взяти живим
- 1982 - Не хочу бути дорослим
- 1985 - Лиха біда початок
- 1986 - Тривалий іспит
- 1986 - Говори - перший тракторист
- 1988 - Неділя, пів на сьому
- 1989 - Засуджений
- 1992 - Осколок «Челленджера»
- 1992 - Азбука любви
- 1992 - Ракет
- 1992 - Старі молоді люди
- 1993 - Шейлок
- 1993 - Скандал у нашому Клошгороді
- 1996 - Доктор Кут
- 1998 - Сибірський цирульник
- 1998 - Квіти від переможців
- 2001 - Підозра
- 2001 - Левова частка
- 2001 - Громадянин начальник
- 2002 - Next 2
- 2002 - Льодовиковий період
- 2002 - Антикиллер
- 2002 - Марш Турецького
- 2002 - Наречений для Барбі
- 2002 - Дільниця
- 2003 - Червоний змій
- 2003 - Темна конячка
- 2003 - Запальниця
- 2003 - Амапола
- 2003 - Стилет 2
- 2003 - Бульварна палітурка
- 2003 - Даша Васильєва. Любителька приватного розшуку
- 2004 - Особистий номер
- 2004 - Попіл Фенікса
- 2004 - Опера. Хроніки вбивчого відділу
- 2005 - Статський радник
- 2005 - Вбивча сила 6
- 2005 - Єсенін
- 2005 - Сліпий-2 - Поланський
- 2005 - Полювання на ізюбря
- 2006 - Мисливець Усатов
- 2006 - Під Великою ведмедицею
- 2007 - Консерви
- 2007 - Інше
- 2007 - Кімната втрачених іграшок
- 2007 - На шляху до серця
- 2007 - Оплачено смертю
- 2007 - Диверсант 2: Кінець війни
- 2007 - Руд і Сем
- 2007 - Річка-море (серіал)
- 2008 - Жорстокий бізнес
- 2008 - Хіромант. Лінії доль
- 2008 - Адмірал
- 2008 - Братани
- 2009 - Загін Кочубея
- 2010 - Мій особистий ворог
- 2010 - А мама краще!
- 2013 - Молодіжка

## Озвучення
Фільми:
- 2010 - Наша Russia. Яйця долі

Мультфільми:
- 2018 - Королева: Задзеркалля - Харальд

Аудіопостановки:
- 2016 - Декоратор - Оповідач
- 2016 - Білджвотер: Вогненний приплив»
- 2017 - Аудіодрама «Тисяча років війни»

Документальні фільми:
- 2000 - ГАЗ. Російські машини. Дорога завдовжки 70 років» (виробництво кінокомпанії «Таббак»)
- 2010 - Що приховує Юхим Шифрін?

## Режисер тележурналу«Фітіль»
- 2005 - № 39: "Бедство"
- 2005 - № 45: "Чудовий голос"
- 2005 - № 48: "Який Хуан?"
- 2005 - № 52: "Прямий ефір"
- 2005 - № 55: "Ідеальний документ"
- 2005 - № 74: «Богатирська наша сила»
- 2006 - № 79: "Медовизначник"

## Особисте життя
З 1998 у шлюбі з Тетяною Юріївною Шумовою (нар. 21 серпня 1953 року), актриса, з якою він познайомився в 1986 році. Є двоє дітей – Лідія та Іван.